# Lijst van voetbalinterlands Albanië - San Marino
Deze lijst van voetbalinterlands is een overzicht van alle officiële voetbalwedstrijden tussen de nationale teams van Albanië en San Marino. De landen hebben tot op heden vier keer tegen elkaar gespeeld. De eerste ontmoeting was een vriendschappelijke wedstrijd in Serravalle op 16 augustus 2006. Het laatste duel, een kwalificatiewedstrijd voor het Wereldkampioenschap voetbal 2022, werd gespeeld in Elbasan op 8 september 2021.

## Wedstrijden
| № | Plaats     | Datum            | Competitie           | Wedstrijd            | Uitslag |
| - | ---------- | ---------------- | -------------------- | -------------------- | ------- |
| 1 | Serravalle | 16 augustus 2006 | Vriendschappelijk    | San Marino − Albanië | 0 − 3   |
| 2 | Serravalle | 8 juni 2014      | Vriendschappelijk    | San Marino − Albanië | 0 − 3   |
| 3 | Serravalle | 31 maart 2021    | WK 2022 kwalificatie | San Marino – Albanië | 0 − 2   |
| 4 | Elbasan    | 8 september 2021 | WK 2022 kwalificatie | Albanië − San Marino | 5 − 0   |

## Samenvatting
| Competitie        | Totaal gespeeld | Winst Albanië | Gelijk | Winst San Marino | Doelsaldo Albanië – San Marino |
| ----------------- | --------------- | ------------- | ------ | ---------------- | ------------------------------ |
| WK-kwalificatie   | 2               | 2             | 0      | 0                | 7 − 0                          |
| Vriendschappelijk | 2               | 2             | 0      | 0                | 6 − 0                          |
| Totaal            | 4               | 4             | 0      | 0                | 13 − 0                         |

Wedstrijden bepaald door strafschoppen worden, in lijn met de FIFA, als een gelijkspel gerekend.
FSHF · A-internationals · Bondscoaches · Statistieken · Albanees vrouwenelftal · Olympisch elftal · Albanië U21 · Albanië U20 · Albanië U19 · Albanië U18 · Albanië U17 · Albanië U16
1946 – 1949 · 
1950 – 1959 · 
1960 – 1969 · 
1970 – 1979 · 
1980 – 1989 · 
1990 – 1999 · 
2000 – 2009 · 
2010 – 2019 ·
2020 – 2029
EK 2016 · EK 2024
1946 · 
1947 · 
1948 · 
1949 · 
1950 · 
1951 · 
1952 · 
1953 · 
1954 · 1955 · 1956 · 
1957 · 
1958 · 
1959 · 1960 · 1961 · 1962 · 
1963 · 
1964 · 
1965 · 
1966 · 
1967 · 
1968 · 1969 · 
1970 · 
1971 · 
1972 · 
1973 · 
1974 · 1975 · 
1976 · 
1977 · 1978 · 1979 · 
1980 · 
1981 · 
1982 · 
1983 · 
1984 · 
1985 · 
1986 · 
1987 · 
1988 · 
1989 · 
1990 · 
1991 · 
1992 · 
1993 · 
1994 · 
1995 · 
1996 · 
1997 · 
1998 · 
1999 · 
2000 · 
2001 · 
2002 · 
2003 · 
2004 · 
2005 · 
2006 · 
2007 · 
2008 · 
2009 · 
2010 · 
2011 · 
2012 · 
2013 · 
2014 · 
2015 · 
2016 · 
2017 · 
2018 ·
2019 ·
2020 ·
2021 ·
2022 ·
2023 ·
2024
Algerije ·
Andorra ·
Argentinië ·
Armenië ·
Azerbeidzjan ·
Bahrein ·
België ·
Bosnië en Herzegovina ·
Bulgarije ·
Chili ·
China ·
Cuba ·
Cyprus ·
DDR ·
Denemarken ·
Duitsland ·
Engeland ·
Estland ·
Faeröer ·
Finland ·
Frankrijk ·
Georgië ·
Griekenland ·
Hongarije ·
Ierland ·
IJsland ·
Iran ·
Israël · 
Italië ·
Joegoslavië ·
Jordanië ·
Kameroen ·
Kazachstan ·
Kosovo ·
Kroatië ·
Letland ·
Liechtenstein ·
Litouwen ·
Luxemburg ·
Malta ·
Marokko ·
Mexico ·
Moldavië ·
Montenegro ·
Nederland ·
Noord-Ierland ·
Noord-Macedonië ·
Noorwegen ·
Oekraïne ·
Oezbekistan ·
Oostenrijk ·
Polen ·
Portugal ·
Qatar ·
Roemenië ·
Rusland ·
San Marino ·
Saoedi-Arabië ·
Schotland ·
Servië ·
Slovenië ·
Spanje ·
Tsjechië ·
Tsjecho-Slowakije ·
Turkije ·
Vietnam ·
Wales ·
Wit-Rusland ·
Zweden ·
Zwitserland
Frankrijk (2016) · 
Roemenië (2016) · 
Zwitserland (2016)
FSGC · A-internationals · Bondscoaches · Statistieken · San Marino U21 · San Marino U19 · San Marino U18 · San Marino U17 · San Marino U16
1986 – 1989 · 1990 – 1999 · 2000 – 2009 · 2010 – 2019 · 2020 – 2029
2000 · 2001 · 2002 · 2003 · 2004 · 2005 · 2006 · 
Albanië · 
Andorra ·
Azerbeidzjan ·
België · 
Bosnië en Herzegovina · 
Bulgarije ·
Canada ·
Cyprus ·
Denemarken ·
Duitsland · 
Engeland · 
Estland · 
Faeröer · 
Finland · 
Gibraltar · 
Griekenland · 
Hongarije · 
Ierland · 
IJsland ·
Israël · 
Italië · 
Kaapverdië ·
Kazachstan ·
Kosovo ·
Kroatië · 
Letland · 
Libanon · 
Liechtenstein · 
Litouwen · 
Luxemburg ·
Malta ·
Moldavië ·
Montenegro ·
Nederland · 
Noord-Ierland · 
Noorwegen ·
Oekraïne ·
Oostenrijk · 
Polen · 
Roemenië · 
Rusland · 
Saint Kitts en Nevis ·
Saint Lucia ·
Schotland · 
Servië en Montenegro · 
Seychellen ·
Slovenië · 
Slowakije · 
Spanje · 
Syrië ·
Tsjechië · 
Turkije · 
Wales · 
Wit-Rusland · 
Zweden · 
Zwitserland
Nederland (2011)